# Bataille de Welfesholz
 (décembre 2021).
Le contenu est difficilement compréhensible vu les erreurs de traduction, qui sont peut-être dues à l'utilisation d'un logiciel de traduction automatique.
La bataille de Welfesholz, qui s'est déroulée le 11 février 1115, fut le point culminant du conflit armé entre Henri V, empereur du Saint-Empire romain germanique, et une coalition de seigneurs saxons rebelles. Henri V y fut vaincu et perdit toute influence pour le reste de son règne.

## Contexte
Depuis la tentative de l'empereur, en 1112, d'incorporer le comté de Weimar-Orlamünde en possession royale directe, celui-ci devait faire face à une vive opposition aux princes autour du comte palatin Siegfried de Weimar-Orlamünde et de Wiprecht de Groitzsch, l'Ancien. Les nombreuses interventions de l'empereur franconien, notamment sa politique territoriale et la déposition unilatérale de nobles Saxons, ont motivé certains princes à résister ouvertement. Malgré des périodes de calme entre-temps, la situation s'était aggravée depuis la dispute successorale de Weimar en 1112, aussi plus tard avec le combat de Warnstedt. À l'époque, le 9 mars 1113 près de Warnstedt près de Quedlinbourg, l'armée impériale, dirigée par le maréchal Hoyer Ier de Mansfeld (de), réussit à vaincre les rebelles. Ces derniers devaient alors se soumettre à l'empereur dans des conditions perçues comme déshonorantes. C'était à l'apogée de son règne.
La résistance saxonne se reforma peu après. Depuis l'automne 1114, avec l'alliance de Kreuzberg, les grands seigneurs saxons, autour de Lothaire de Supplinbourg, faisaient également partie d'une révolte princière, qui avait un deuxième foyer régional dans la région de Basse-Rhénanie-Westphalie autour de Cologne. Dans le contexte de l'empire, la bataille de Welfesholz faisait partie d'une résistance globale anti-Salien contre le représentant de la dynastie Henri V, dont le style de gouvernement était de plus en plus ressenti comme autocratique et dirigé contre les princes, et non une simple expression saxonne hostile à l'empire.

## La bataille

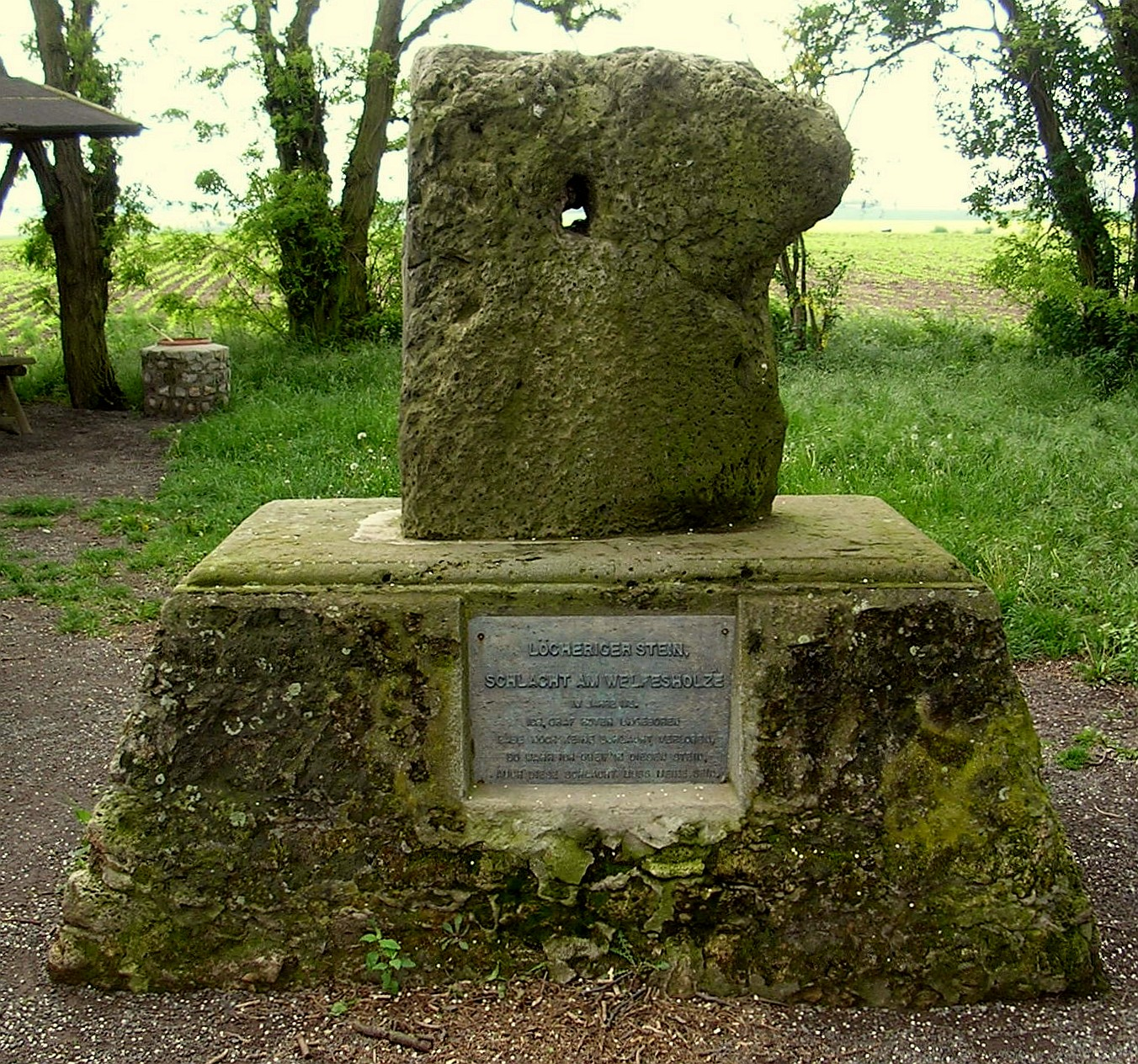
Plaque du lieu de la bataille.

La bataille elle-même a eu lieu le 11 février 1115 près de Welfesholz, un établissement habité près d'Hettstedt dans la région de Mansfeld. En ce lieu se sont affrontées les armées du dernier Salien de la dynastie, l'empereur Henri V, sous la direction de son maréchal Hoyer, et celle de l'opposition à l'empire. Cette dernière se composait des grands seigneurs saxons, tels que le duc Lothaire de Supplinbourg, Wiprecht von Groitzsch, Reinhard de Blankenbourg (de), l'évêque d'Halberstadt et le comte palatin de Saxe Friedrich von Sommerschenburg. En plus des rebelles saxons, des princes de Basse-Rhénanie-Westphalie tels que Frédéric de Werl-Arnsberg (nl) ont également pris part à la bataille.
Après le rassemblement de l'armée impériale le 10 février, des escarmouches entre les parties en conflit éclatent à la veille de la bataille. Comme le rapportent les Annales Pegaviensis, le Saxon Hoyer Ier de Mansfeld, fidèle à l'empereur, tomba sur ses adversaires lors d'un assaut audacieux. Il est  mortellement battu en duel par Wiprecht de Groitzsch le Jeune. Avec la chute du maréchal impérial, le sort de la bataille était évidemment décidé. Cela tourna en faveur de l'opposition et l'empereur dut s'enfuir.

## Conséquences
Après cet échec, l'empereur perdit toute influence en Saxe pour le reste de son règne. La vengeance de l'évêque saxon Reinhard d'Halberstadt fut particulièrement grave car il refusa aux ennemis tombés du camp impérial un enterrement chrétien : selon la tradition de l'époque, « leurs âmes étaient damnées ».
La victoire de l'opposition des princes saxons et du Bas-Rhin est une étape importante dans la perte constante de pouvoir d'Henri V. Le rôle de leader de Lothaire de Supplinbourg, cependant, est devenu un facteur important qui a notamment contribué à son élection comme roi au printemps 1125.[pas clair]
Le poète Theodor Körner (1791-1813) a écrit plus tard le conte populaire Le comte Hoyer de Mansfeld ou la bataille de la Welfesholze, qui raconte la bataille.

## Sources
- (de) Cet article est partiellement ou en totalité issu de l’article de Wikipédia en allemand intitulé « Schlacht am Welfesholz » (voir la liste des auteurs).
- Wikisource: Graf Hoyer von Mansfeld oder Die Schlacht am Wölfesholze von Theodor Körner Source et texte intégral